# Ламбро Поповски
Ламбро Поповски е български революционер, деец на Вътрешната македоно-одринска революционна организация.

## Биография
Ламбро Поповски е роден в костурското село Косинец, тогава в Османската империя. Присъединява се към ВМОРО, участва в убийството на патриаршисткия свещеник в Смърдеш и оглавява канал за пренос на оръжие от Гърция за вътрешността на Македония. На 7 март 1903 година Спирос Спиромилиос организира засада край тесалийското село Кувелци и залавя 33-ма преносвачи на оръжие от ВМОРО, които заедно с водача си Ламбро Поповски са осъдени на каторга в Гърция.

Ламбро Поповски е освободен в началото на 1912 година и заминава за България, където се среща с Васил Чекаларов. По време на Балканската война Ламбро Поповски посреща и подпомага Костурската съединена чета на Васил Чекаларов, Христо Силянов и Иван Попов в Костурско. Христо Силянов определя Ламбро Поповски като: 
| „ | влиятелен комитаджия и виден българин | “ |